# Église Notre-Dame des Foyers (Montreuil)
L'église Notre-Dame des Foyers est une église de Montreuil (en Seine-Saint-Denis), située rue Lenain-de-Tillemont.
Elle a été construite en 1960 par les architectes Fernand (ou Ferdinand) Leroy et Faure, dans le cadre de l'urbanisation sociale du Haut-Montreuil.
Elle a été consolidée en 1986-1988 par l'architecte Marc Rolinet, et en 2013, dans le cadre de l'Œuvre des Chantiers du Cardinal, l'installation électrique complètement refaite ainsi que l'isolation thermique.